# Prix de l'Yser
Le prix de l'Yser a été fondé en 1920 par Servais Detilleux au sein de la Société des artistes français et récompense annuellement un peintre ou un sculpteur, français ou belge.

## Contexte
En hommage à la fraternité franco-belge durant la Première Guerre mondiale, le peintre belge Servais Detilleux crée une fondation, afin de décerner annuellement un prix de mille francs. Alternativement, d'année en année, ce prix sera décerné à un peintre ou à un sculpteur français ou belge agé de vingt-cinq ans au moins et de soixante ans au plus, par un jury composé de deux artistes français et d'un belge.

## Lauréats
- 1922 : Paul Charavel
- 1923 : Gaston Broquet
- 1924 : Maurice Deminne
- 1925 : Louis d'Ambrosio
- 1926 : Paul Hubert Lepage
- 1927 : Théophile François Somme (d)
- 1928 : Maurice Goguet (d)
- 1929 : Robert Busnel
- 1930 : Jan van Looy (d)
- 1931 : Pierre Fournier des Corats
- 1932 : Maurice Ménardeau
- 1933 : Henri Proszynski (d)
- 1934 : Oscar Chauvaux
- 1935 : Maurice de Bus
- 1936 : Louis Van den Eynde
- 1937 : René Paris
- 1938 : René Georges Gautier (d)
- 1939 : Francis Guinard
- 1940 : -
- 1941 : Ernest-Marie Pernelle
- 1942 : Albert David
- 1943 : André Jouault
- 1944 : Raymond Tschudin
- 1945 : Jules Steelandt (1893-1983)
- 1948 : Raphaël-Albert Broyelle
- 1949 : Maurice Waucquez
- 1951 : Jean-François Luypaert (nl)
- 1957 : Simone Liénard